# Villa Aurélienne
Le château Aurélien, dit villa Aurélienne est une œuvre architecturale de style néo palladien située à Fréjus sur une colline au nord-est de la vieille ville sur le lieu-dit de Bellevue, entre la vallée du Reyran et le quartier de Valescure dans un parc de vingt-quatre hectares caractérisé par sa végétation et ses essences méditerranéennes.

## Histoire
La villa doit son nom à la proximité de l'antique Via Aurelia. À l'origine, le projet d'édification se dénommait Villa Crossman. Son parc abrite des vestiges de l’aqueduc de Mons à Fréjus. D’une superficie de mille sept cents mètres carrés, cette demeure, inspirée du palais Chiericati de Vicence, rappelle aussi le Palais des Beaux-arts de Nice (Musée Jules Chéret).
La villa a été construite entre 1886 et 1889  par les architectes  Sylvain-Joseph Ravel et Henri Lacreusette pour James Hiscutt Crossman, héritier d'une famille de brasseurs anglais. La construction était terminée en 1887 mais des détails architecturaux et des difficultés financières ont poussé la fin des travaux jusqu'en 1889.
À cette date, le château Aurélien est alors saisi à la demande d'un architecte monégasque dont James Hiscutt Crossman n'a pas payé la vérification des travaux. Vendu aux enchères à Draguignan, C'est Mme Marie-Lucie Valais qui l'acquiert. Elle y vécut durant treize ans. Marie-Lucie Valais était veuve de Marc-Georges Lepel-Cointet, agent de change à Paris dont le père, Louis Helmut était grand collectionneur d'art. Marie-Lucie Valais accrocha de nombreuses œuvres aux murs du château Aurélien et accueillit de nombreuses personnalités des arts et des lettres, dont Henri Rouart et André Gide en 1896.
Frappée d'incapacité, Marie-Lucie Valais vend la propriété en 1904 à Mme Emma de Tomaskiewicz, épouse du marquis Henri Gourio de Refuge. Pourtant, ces derniers ne parviennent pas à s'acquitter de la somme de la vente. Le château est alors à nouveau saisi et en 1913 il est acquis par Charles Cambefort, administrateur de sociétés nationales d'origine champenoise. Ce dernier changea la dénomination de "château" Aurélien à "villa Aurélienne". L'habitation resta 75 ans dans cette famille. Les filles de Charles Cambefort, Germaine et Henriette en héritèrent après la mort de leur mère Suzanne de Witt  en 1934. Puis la villa devint propriété d'Henriette Schweisguth en 1941. À son décès, ce sont ces enfants, Jacqueline épouse de l'ancien premier ministre français Maurice Couve de Murville, Bernard et Dominique qui en deviennent propriétaires jusqu'à la vente de la propriété à la ville de Fréjus en 1988, soit pour son centenaire.
La vente, placée sous l'autorité du maire de Fréjus, ministre d’État et ministre de la Culture, François Léotard, avait pour but de créer un vaste projet culturel qui ne vit jamais le jour.
La villa devint un poste de commandement militaire des forces armées italiennes de 1942 à septembre 1943, puis il accueillit des réfugiés expulsés de Fréjus-Plage pendant la période de l'occupation allemande. La villa subit de lourdes dégradations quelques jours après le débarquement de Provence.
De couleur jaune pâle, l'édifice se distingue par ses galeries sud à colonnes en marbre et calcaire, ses sols en marbre avec frises grecques, ses parquets, ses marqueteries et cheminées en bois fruitier ainsi que ses ouvertures sur la façade sud de type serliennes.
Devenue propriété de la municipalité de Fréjus le 14 octobre 1988, la villa a été rénovée en 1993. Labellisée par le conseil général du Var, la villa Aurélienne est de nos jours une demeure consacrée aux manifestations culturelles en général, et aux expositions photographiques en particulier. Son cadre grandiose en fait un lieu de réception idéal pour l’accueil des hôtes de marque par la municipalité.
Les éléments inscrits sur l'inventaire supplémentaire des monuments historiques sont les suivants :
Pièces d'habitation et leur décor ; ensemble des façades et toitures, y compris les terrasses ; espaces intérieurs de circulation ; ensemble du parc et de ses fabriques (cad. AY 41) : inscription par arrêté du 16 novembre 1989.
Protection du parc de 24 hectares en tant que Site naturel, en 1964 et 1966,. Ce parc boisé abrite un jardin botanique et des vestiges de l'aqueduc romain de Mons à Fréjus.
Dans le parc au nord de la villa, la végétation est méditerranéenne : pins d’Alep, pins parasols, cyprès de Provence, chênes verts ; plus bas on trouve des plantes exotiques tels les palmiers, cactus, figuiers de Barbarie ainsi que des buis et des végétaux plus locaux : lauriers-tins, pistachiers, myrtes, arbousiers.
Rénovés en 1994, les vitraux de la Villa Aurélienne sont dus au maître verrier Ducatez de Salerne.
En partenariat avec la Ville de  Fréjus des chantiers de jeunes, menés en 2019 et 2020, par l'« association Club Fun Valley chantiers de jeunes Pays de Fayence » ont contribué à la restauration d'une partie du parc de la Villa Auréliennedont l'ancien jardin bouquetier, créé en 1891 par la propriétaire Marie-Lucie Valais, veuve de Marc-Georges Lepel-Cointet.

## Galerie

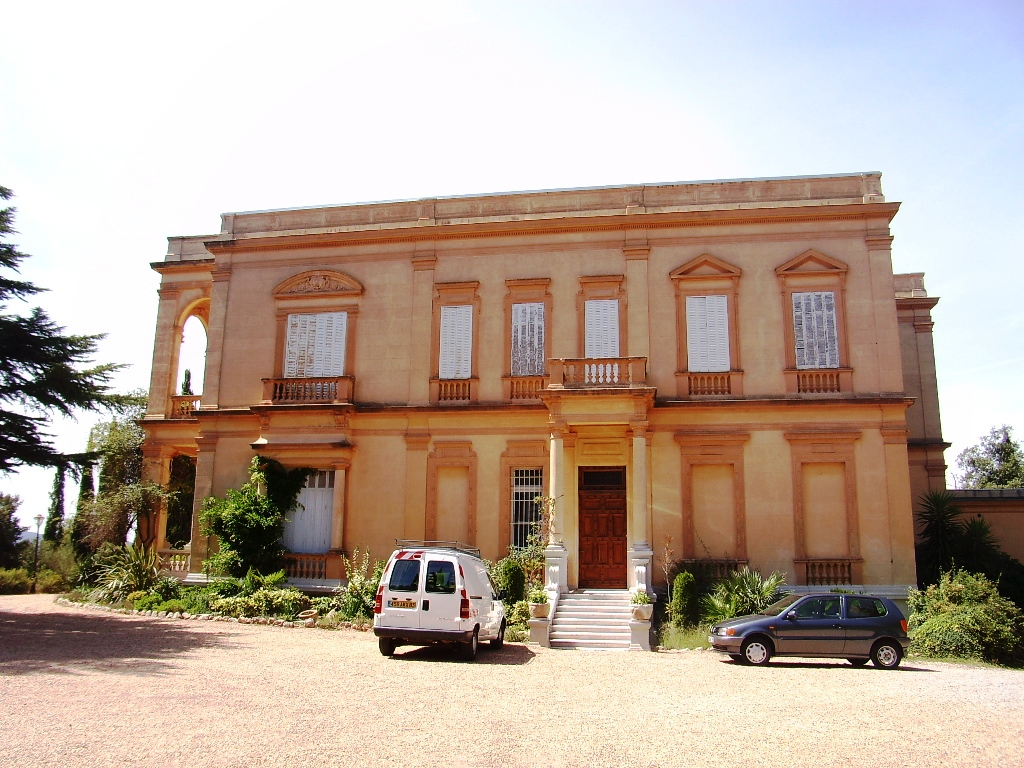
La façade orientale.
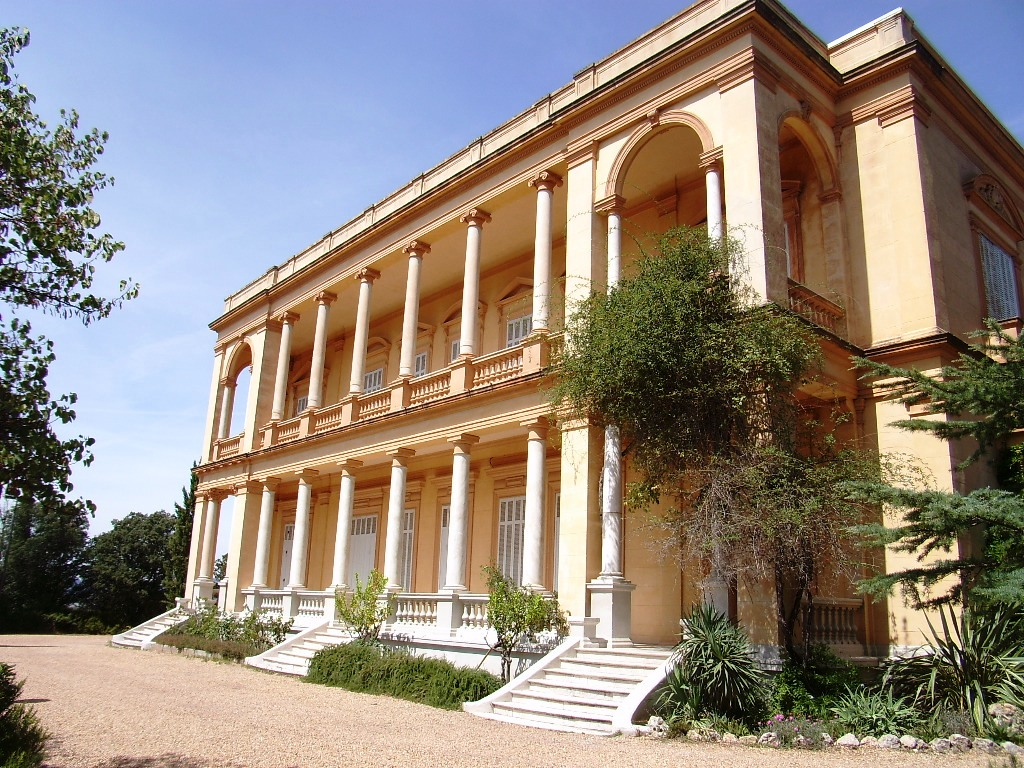
La façade méridionale.
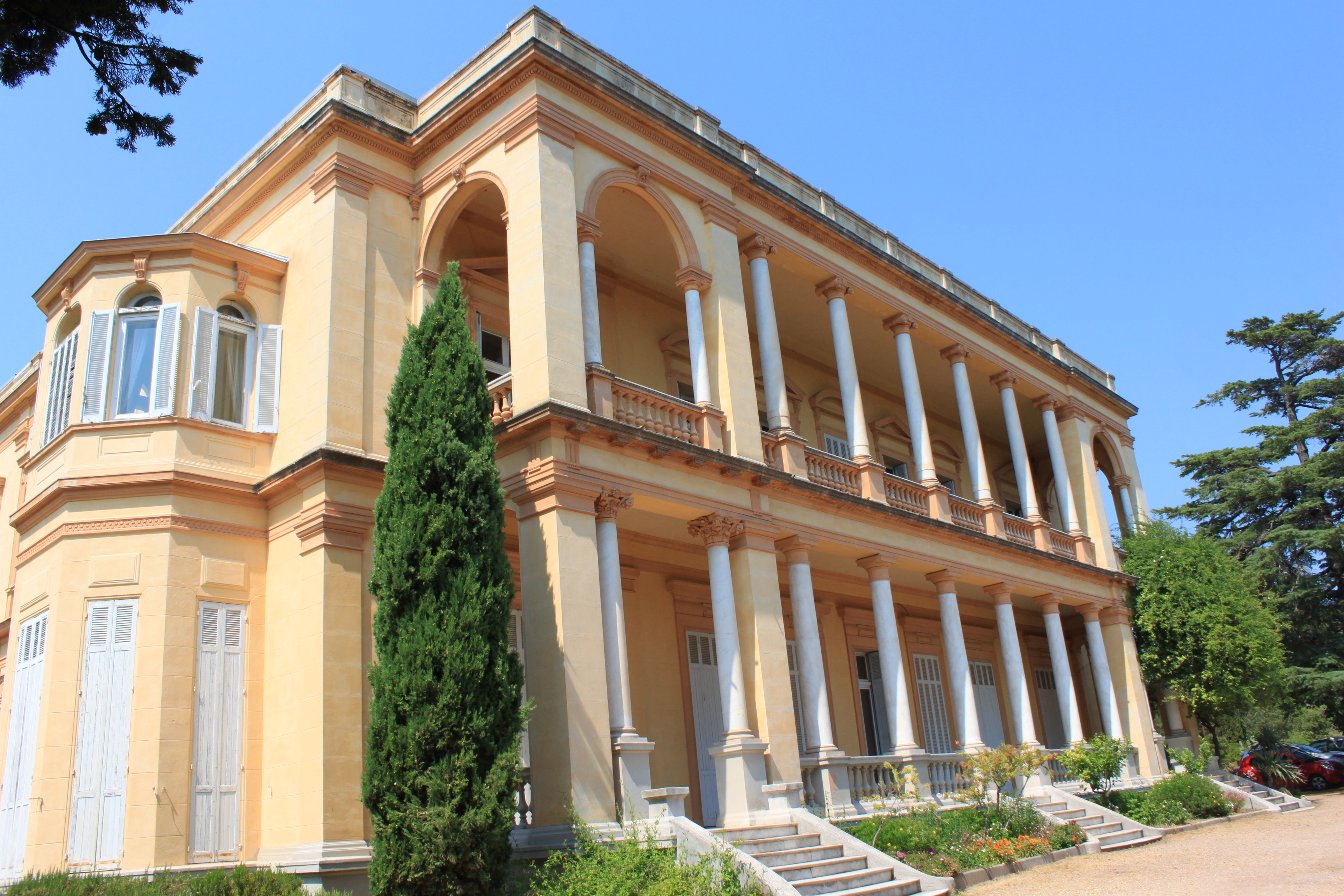
Château Aurélien.
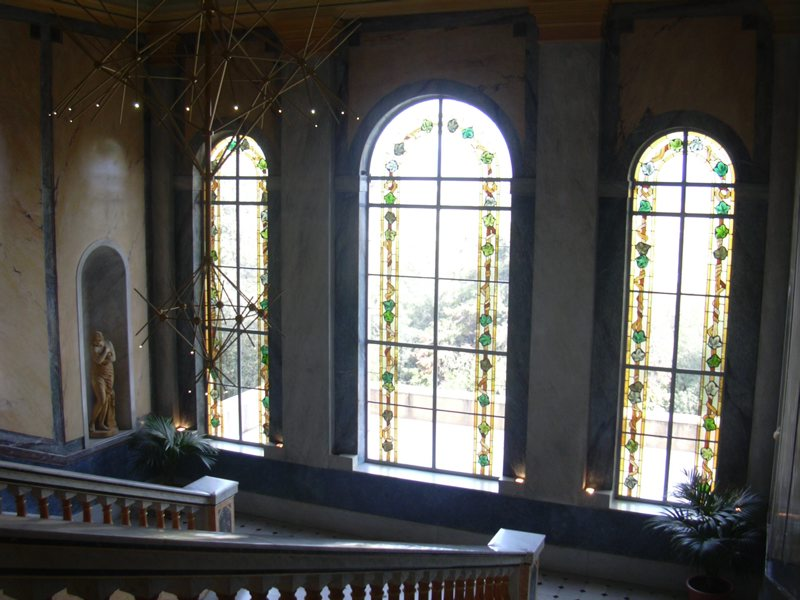
Vitraux.

## Pour approfondir